# Davignac
Davignac település Franciaországban, Corrèze megyében. Lakosainak száma 233 fő (2022. január 1.). Davignac Ambrugeat, Bonnefond, Maussac, Meymac, Péret-Bel-Air és Soudeilles községekkel határos.

## Népesség
A település népességének változása:
| Lakosok száma | 360  | 279  | 289  | 256  | 236  | 221  | 208  | 200  | 211  | 233  |
|               | 1968 | 1982 | 1990 | 2006 | 2013 | 2015 | 2017 | 2019 | 2020 | 2022 |